# Papp Károly (geológus)
Papp Károly (Tápióság, 1873. november 4. – Tápióság, 1963. június 30. ) geológus, egyetemi tanár, az MTA levelező tagja (1920-1949)

## Életpályája
Papp Károly 1893-tól a Budapesti Műegyetem ásvány-földtani tanszékén Lóczy Lajos tanársegédje volt. 1898 nyarán geológusként részt vett Déchy Mór kaukázusi expedíciójában. 1900-tól a Magyar Királyi Földtani Intézetben dolgozott.  A Földtani Intézet geológusaként elsősorban Erdélyben végzett úttörő munkát. 1907-ben  Lóczy Lajossal együtt ő volt az Erdélyi-medence földgázkincsének felfedezője (Kissármási lelőhely felfedezése). 
Koch Antal utódjaként 1915-ben a Budapesti Tudományegyetem földtani tanszékének professzora lett, majd 1917-ben megbízták az őslénytani tanszék vezetésével is. Az 1930/1931. tanévben a Magyar Királyi Pázmány Péter Tudományegyetem bölcsészettudományi karának dékánja volt. Három évtizedes egyetemi tanári munka után, 1945-ben nyugdíjba küldték. Ezután a szülőföldjére vonult vissza. Akadémiai tagságától – számos más tudós mellett – 1949-ben a Magyar Tudományos Akadémia megfosztotta.

## Társadalmi szerepvállalása
- Magyarországot több nemzetközi geológiai kongresszuson képviselte.
- 1909 – 1918 között a Magyarhoni Földtani Társulat első titkára és egyben a Földtani Közlöny szerkesztője, 1942-ben  a Társulat elnöke, majd 1943-ban tiszteleti tagja volt.

## Főbb művei
- Bakonyi triasz-korallok (Balaton-tudományi tanulmányok eredményei I. 1. rész: paleontológiai függelék, Bp., 1900)
- Geológiai jegyzetek a Fehér-Körös völgyéből (A Földtani Intézet jelentése, Bp., 1906)
- Miskolc környékének geológiai viszonyai (Földtani Intézet Évkönyve, Bp., 1907)
- A kissármási gázkút Kolozs megyében (Földtani Közlemények, Bp., 1910)
- A Magyar birodalom vasérc- és kőszénkészlete (Bp., 1916, németül 1921)
- Magyarország geológiai térképe (Teleki Pállal és Lóczy Lajossal együtt; Földtani Szemle, I., Bp., 1922, németül, 1932)